# هدی لاتاف
هدی لاتاف (انگلیسی: Hoda Lattaf؛ زادهٔ ۳۱ اوت ۱۹۷۸) بازیکن فوتبال اهل فرانسه است.
از باشگاه‌هایی که در آن بازی کرده‌است می‌توان به باشگاه ورزشی مون‌پلیه، باشگاه فوتبال زنان مون‌پلیه، باشگاه فوتبال المپیک لیون، و باشگاه فوتبال زنان المپیک لیون اشاره کرد.
وی همچنین در تیم ملی فوتبال زنان فرانسه بازی کرده‌است.